# ایم وون هی
ایم وون هی (کره‌ای: 임원희؛ زادهٔ ۱۱ اکتبر ۱۹۷۰) بازیگر اهل کره جنوبی است.

## فیلم‌شناسی

### مجموعه تلویزیونی
| سال       | عنوان                                 | نقش                 | توضیحات                  |
| --------- | ------------------------------------- | ------------------- | ------------------------ |
| ۲۰۰۶      | کما                                   | کارآگاه چوی         |                          |
| ۲۰۱۰      | افسانه میهن‌پرستان                     | کیم جون بوم         |                          |
| ۲۰۱۱      | درامای ویژه کی‌بی‌اس: «حرکت کشنده»      | جونگ مان            |                          |
| ۲۰۱۲      | استاد سمندر و سایه‌ها                  | وون سام             |                          |
| ۲۰۱۲      | سندروم                                | اوه گوانگ هی        |                          |
| ۲۰۱۳      | آژانس دوستی سیرانو                    | کیم چول سو          | حضور افتخاری، قسمت ۱۰–۱۲ |
| ۲۰۱۴      | همگی محاصره شده‌اید                    | چا ته هو            |                          |
| ۲۰۱۶–۲۰۲۳ | دکتر رمانتیک                          | جانگ گی ته          | فصل ۱–۳                  |
| ۲۰۱۶–۲۰۱۷ | افسانه دریای آبی                      | پزشک                | حضور افتخاری، قسمت ۱۹    |
| ۲۰۱۷      | زن قوی دو بونگ‌سون                     | بک سو تاک           |                          |
| ۲۰۱۷      | دراما استیج: «تاریخچه پیاده‌روی عمودی» | پدر می نا           |                          |
| ۲۰۱۸      | سرزمین ستارگان                        | کارمند فروشگاه هدیه | حضور افتخاری، قسمت ۱۷    |
| ۲۰۱۸      | تابه عشق                              | وانگ چون سو         |                          |
| ۲۰۱۸      | اتاق شماره ۹                          | بانگ سانگ سو        |                          |
| ۲۰۱۹      | رئیس ستاد                             | گو سوک مان          | فصل ۱–۲                  |
| ۲۰۱۹      | به آرامی ذوبم کن                      | سون هیون کی         |                          |
| ۲۰۲۰      | درامای ویژه کی‌بی‌اس: «دختر مدرن»       | وایکانت             |                          |
| ۲۰۲۱      | دارک هول                              | پارک سون ایل        |                          |
| ۲۰۲۱–۲۰۲۲ | مون‌شاین                               | هوانگ سو یو         |                          |
| ۲۰۲۲      | عشق دیوانه‌وار                         | پارک ته یانگ        |                          |
| ۲۰۲۲      | دیگه وقت نمایشه                       | خدای بهشت           | حضور افتخاری، قسمت ۱۶    |